# Liolaemus grosseorum
Liolaemus grosseorum este o specie de șopârle din genul Liolaemus, familia Tropiduridae, descrisă de Richard Etheridge în anul 2001. Conform Catalogue of Life specia Liolaemus grosseorum nu are subspecii cunoscute.